# Пријеко Брдо
Пријеко Брдо је насељено мјесто у граду Грачаници, Босна и Херцеговина.

## Становништво
|           | 2013.        | 1991.         |
| Укупно    | 386 (100,0%) | 464 (100,0%)  |
| Бошњаци   | 385 (99,74%) | 464 (100,0%)1 |
| Непознато | 1 (0,259%)   | –             |

1. 1 На пописима од 1971. до 1991. Бошњаци су пописивани углавном као Муслимани.